# Jacqueline Eymar
Jacqueline Eymar est une pianiste française née le 23 juin 1922 à Nice, décédée le 6 décembre 2008 à Pourrières (Var).

## Biographie
Élève du pianiste et compositeur Yves Nat, Jacqueline Eymar a
mené dans les trente années d’après-guerre une riche carrière de soliste et de pianiste de
musique de chambre.
Jacqueline Eymar a interprété un répertoire large et varié, dans lequel la période romantique
(Brahms, Schumann, Schubert…) et la musique française (Debussy, Fauré, Franck…)
occupaient une place de choix. Soliste de l’Orchestre national et de l’Orchestre de la
Radiotélévision française, elle était également une habituée des grandes associations
parisiennes, jouant pour la Société des concerts du conservatoire ou dans le cadre des concerts
Colonne et des concerts Lamoureux. Elle a réalisé en Europe, en URSS (1958, 1961, 1967), en
Asie du Sud-est (1965) et en Amérique (1971) de nombreuses tournées, offrant au public des
récitals de piano ou des concerts de musique de chambre.
Outre son activité de soliste, Jacqueline Eymar a consacré une partie importante de son travail
à la musique de chambre, collaborant activement avec Günter Kehr – violoniste et chef
d’orchestre allemand – et avec le trio Kehr, fondé par ce dernier. A l’heure de la réconciliation
franco-allemande, ils se réunirent en quatuor et donnèrent ensemble de nombreux concerts en
France, en Allemagne et dans le monde.
La critique lui reconnaissait une puissance et une élégance de jeu exceptionnelles, saluant le plus souvent la conception architecturale qu’elle avait des œuvres. Le 30 mars 1960, René
Dumesnil écrivait dans Le Monde : « J’ai rarement vu possession si complète d’une interprète par la musique qu’elle anime ». Le 13 février 1965, le compositeur Luc-André Marcel s’adressait à elle en ces termes : « La façon dont vous illuminez tel détail, dont vous faites émerger tel plan second, dont vous conduisez un crescendo, est d’une telle évidence qu’on ne peut pas ne pas écouter. Par surcroît l’extrême beauté du son et l’étonnante variété des couleurs, l’absence totale d’arbitraires, de virtuosité gratuite, rajoutent encore à cette impression d’entendre une musique pure. »
Jacqueline Eymar a accordé une grande importance aux compositeurs contemporains, faisant découvrir aux publics français et étrangers des artistes tels qu’André Jolivet, Georges Migot,
Serge Nigg, Antoine Tisné, Marius Constant ou Luc-André Marcel, dont elle a créé les deux concertos pour piano. En 1960, elle interprète salle Pleyel, à Paris, le concerto pour piano de Khatchatourian (1926), celui-ci dirigeant l’Orchestre national. 
Dans les années 1980, elle s'était retirée dans sa maison familiale de Pourrières (Var), réservant ses interprétations à un public d'amis mélomanes. Elle s'y est éteinte le 6 décembre 2008.

## Discographie
En 1961, elle obtient le Grand
prix de l’Académie nationale du disque pour l’enregistrement du Zodiaque de Georges Migot
(1932). L’enregistrement réalisé en 1959-1960 et paru alors sous la forme de deux albums
(Lumen LD 3443/3445) a fait l’objet d’une seconde édition en 1984 (Cybelia CY 665-666)
puis d’une parution en CD en 2005 (Intégral).
Les enregistrements sur disque de Jacqueline Eymar sont rares. On notera les albums contenant
des œuvres de César Franck (Philips N 00.597 L) et de Fauré (Sakuraphon https://www.sakuraphon.net/items/5a83ebd23210d535fd0019e0), Brahms et Debussy(Sakuraphon https://www.sakuraphon.net/items/5a83ee223210d535e300147f) dans la
collection « Pages célèbres » (Le Chant du monde LD-M-8168, LD-S-8198 et LD-S-8169). Les disques Brahms, Fauré et Debussy ont été réédités en un seul CD par Forgotten Records (http://forgottenrecords.com/) et Sakuraphon (https://www.sakuraphon.net/). En
outre, son interprétation du quintette en fa mineur pour piano et cordes de César Franck avec
le quatuor Loewenguth (Philips L 00.381 L, 1958, enregistrement de 1955, suivi de Prélude,
Choral et Fugue) reste, en dépit des ans, une référence.Cet enregistrement vient d'être réédité par Forgotten Records(http://forgottenrecords.com/) Avec le trio Kehr, elle a effectué de
nombreux enregistrements radiophoniques à Paris (ORTF) et en Allemagne (Südwestrundfunk
Mainz Stuttgart, Westdeutscher Rundfunk Köln, Norddeutscher Rundfunk Hannover
notamment). Ensemble, ils ont également enregistré sur disque les trois quatuors de Brahms
(Da Camera Magna, Heidelberg, 1968) et quatre quatuors et quintettes de Fauré (1966/1970
Heinz Jansen, Südwest Tonstudio). Ce dernier disque a été transcrit sur CD en 1992 (VoxBox).
Il est toujours disponible.

## Publication
- Maîtrise du clavier, Paris, 1974.

## Sources
- Résumé biographique, Emmanuel Meillan
- Nécrologie, Renaud Machart, Le Monde du 22 décembre 2008.
- Archives privées.